# Mary Cartwright
Mary Lucy Cartwright (Aynho, 17 dicembre 1900 – Cambridge, 3 aprile 1998) è stata una matematica britannica, conosciuta per i suoi lavori in analisi complessa. È stata la prima matematica donna ad essere eletta membro della Royal Society, ed è stata inoltre presidente della London Mathematical Society nel biennio 1961-62. Le è stata assegnata la Medaglia Sylvester nel 1964 e nel 1968 è stata premiata con la Medaglia De Morgan.
Mary L.Cartwright e John E. Littlewood, studiando i problemi di funzionamento degli amplificatori di apparecchi radio in dotazione all'esercito inglese, scoprirono una struttura di soluzioni "pseudo-casuali" dell'equazione di Bathasar Van der Pol analoga a quella individuata da Poincaré nello studio del problema dei tre corpi: era quindi la matematica e non la costruzione la causa del malfunzionamento. Cartwright e Littlewood vanno ricordati anche per il contributo dato allo sviluppo della teoria del sistema di localizzazione radar. [A. Cristillini, "Caos deterministico I" , Quaderno 28 LFNS "Le scuole di storia della fisica", Pisa University Press 2020]